# 范立础
范立础（1933年6月8日—2016年5月3日），浙江镇海人，生于上海，中国桥梁结构和抗震专家，中国工程院院士，李国豪弟子。范立础从事桥梁结构理论五十多年，成果丰硕，并大量应用于实践。

## 生平
1951年9月考入交通大学土木工程系，1952年9月全国院系调整，转入同济大学路桥系，攻读桥梁与隧道工程专业，于1955年毕业于同济大学。
1987年-1997年，任同济大学原结构工程学院院长。
1997年-今，任土木工程防灾国家重点实验室学术委员会常务副主任。
2016年5月3日，因病去世。

## 成果
“1978年唐山大地震后，率先开创大跨度桥梁抗震设计及非线性地震反应分析方法的研究，在土木工程防灾国家重点实验室建立了桥梁抗震学科，对桥梁减震、延性及特异桥梁抗震设计作出卓有成效的研究，成果已应用于三十多座桥梁，如上海杨浦大桥、长江江阴公路大桥、上海双层高架、立交桥等。”
七五、八五、九五中，主持、参加了多项国家重大科研项目，成果达到国际先进水平。

## 荣誉
曾获省部级特等奖（1999年），省部级一等奖（1999年、1986年、2001年）三项等多种国家奖项。
2001年，当选为中国工程院院士。

## 著作
论文180多篇，中文专著10本，英文专著1本。
负责编写中国首部《城市桥梁抗震设计规范》。